# Ivan Stambolić
Ivan Stambolić (Brezova nedaleko města Ivanjica, 5. listopadu 1936 – zavražděn Fruška Gora, 25. srpna 2000) byl srbský komunistický politik. V 80. letech zastával pozici předsedy předsednictva srbské svazové republiky, stejně tak byl i v čele Svazu komunistů Srbska. Stambolić podporoval tržní reformy, liberalizaci ekonomického systému a ostře se vymezoval proti jakémukoliv nacionalismu. V obou funkcích byl vystřídán Slobodanem Miloševićem, svým dlouholetým osobním přítelem, ale i protivníkem. Ten po 8. zasedání srbských komunistů v září 1987 ostře změnil kurz srbské politiky směrem k centralismu a nebál se využít i nacionalistickou kartu, která v zemi začala být stále více na pořadu dne. Stambolić se později stal ředitelem banky JUMBES, která pomáhala v implementaci tržních reforem, které měly zachránit kolabující jugoslávské hospodářství.

## Zmizení a smrt
Dne 25. srpna 2000, dosud za vlády Slobodana Miloševiće, byl Stambolić unesen z blízkosti svého bydliště. Od té doby ho nikdo nespatřil živého. Jeho tělo bylo objeveno až koncem března 2003 a policie oznámila, že byl zavražděn v severosrbské horské oblasti Fruška gora osmičlenným komandem složeným z příslušníků srbských tajných služeb. Pachatelé byli souzeni a v červenci 2005 shledáni vinnými a odsouzeni k vysokým trestům. V dobovém tisku se spekulovalo, že příkaz k zavraždění vzešel přímo od Miloševiće.